# Autriche antérieure

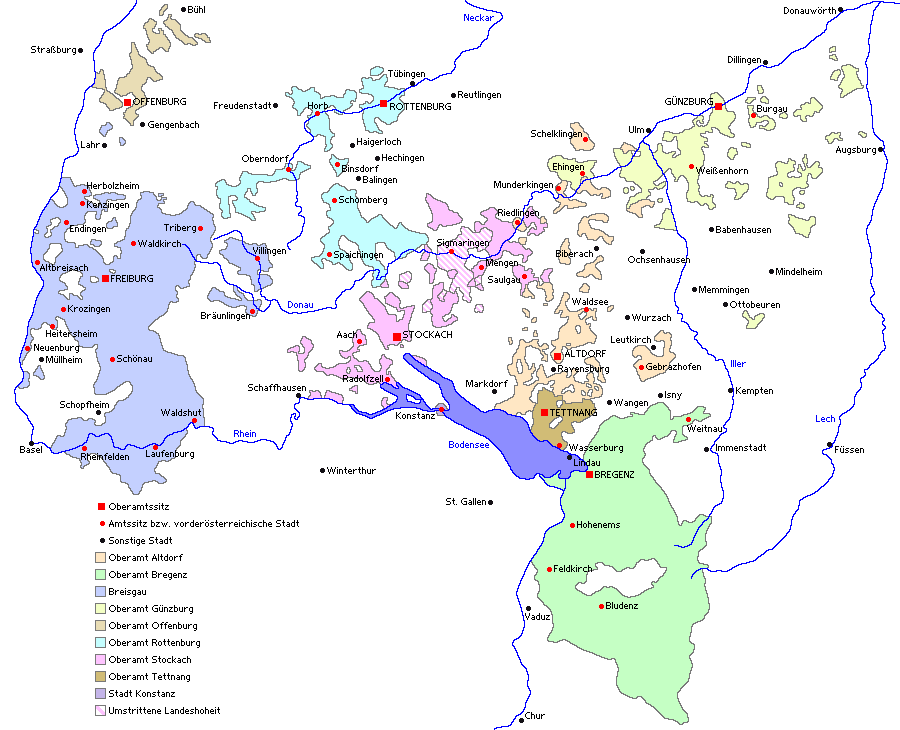
Carte de l'Autriche antérieure après la perte du Sundgau en 1648.

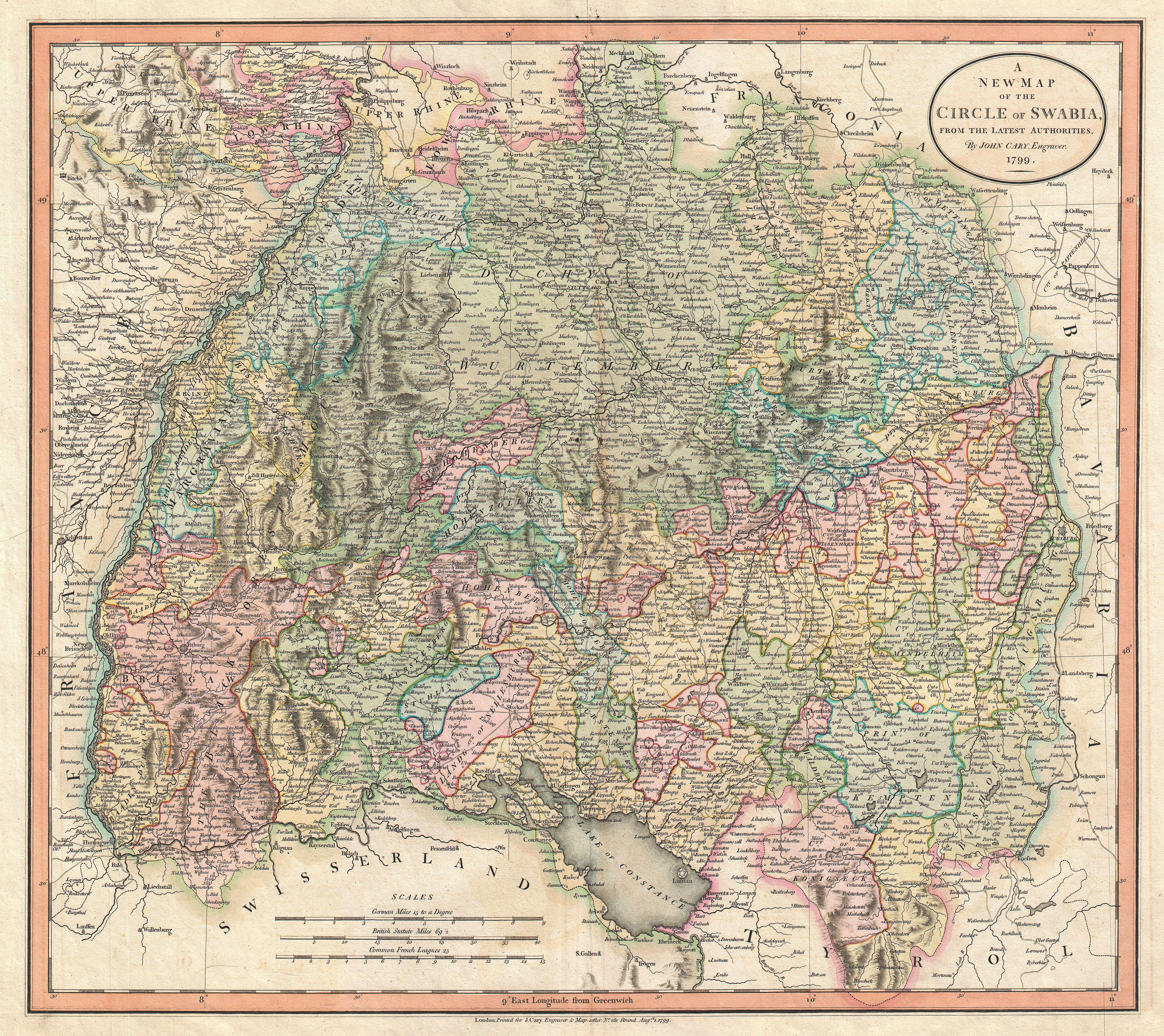
L'Autriche antérieure (en rose) dans le cercle de Souabe.

Ne doit pas être confondu avec Autriche intérieure.
L'Autriche antérieure (en allemand : Vorderösterreich ou Vorlande) désigne les plus anciennes possessions territoriales de la maison de Habsbourg sur le territoire du duché médiéval de Souabe. Une partie intégrante de la monarchie de Habsbourg, ces domaines se situent à l'ouest des territoires héréditaires, dans les actuelles régions de Souabe (la Souabe bavaroise et la Haute-Souabe en Bade-Wurtemberg) et de Bade en Allemagne, dans l'Alsace (Haut-Rhin) en France, dans l'actuel canton d'Argovie (Fricktal) en Suisse et dans le land de Vorarlberg en Autriche.
Au fil des siècles, les Habsbourg ont perdu le contrôle sur une grande partie de leurs pays d'origine qui passa à la Confédération suisse et au royaume de France. Pendant les guerres napoléoniennes, sous les dispositions du traité de Presbourg signé en 1805, les Habsbourg ont définitivement perdu les terres restantes entre le Lech et le Rhin. Après la récupération du Vorarlberg par l'Autriche en 1814, la plupart de ces domaines est restée la propriété du royaume de Bavière, du royaume de Wurtemberg, du grand-duché de Bade et de la principauté de Hohenzollern-Sigmaringen.

## Géographie
L'Autriche antérieure comprenait toutes les possessions souabes des Habsbourg à l'ouest du fleuve Lech. Au début, ces pays d'origine de la dynastie comprenaient notamment le château de Habsbourg et l'abbaye d'Ottmarsheim. Néanmoins, au Moyen-Âge tardif déjà, les autres possessions originelles des Habsbourg au sud du Rhin et du lac de Constance furent perdus au profit de la Confédération suisse grandissante lors des batailles de Morgarten (1315), de Sempach (1386) et de Näfels (1388). L'Argovie était perdu en 1415, la ville de Rapperswil s'est désunie en 1458, le landgraviat du Thurgau a été conquis en 1460 et la cité de Winterthour passa aux côtés des confédérés en 1467. Ainsi, ces territoires n'ont jamais été considérés comme faisant partie des pays de l'Autriche antérieure, à l'exception de la région du Fricktal qui resta sous le contrôle de la monarchie de Habsbourg jusqu'à la fin du XVIIIe siècle.
À l'ouest du Rhin, l'Autriche antérieure comprenait le Sundgau (ou landgraviat de Haute-Alsace), et notamment la résidence d'Ensisheim qui fut la capitale de l'Autriche antérieure. C'est le roi Rodolphe Ier de Habsbourg qui le premier s'intéressa à la région en y faisant construire un château, le Koenigsbourg,. À la mort d'Ulrich III, comte de Ferrette, sans descendant mâle, sa fille Jeanne épouse le duc Albert II d'Autriche en 1324 et la majeure partie du Sundgau devient ainsi possession des Habsbourg. La Cour s’installe à Ensisheim vers 1429. L'archiduc Maximilien Ier renforcera le pouvoir autrichien en installant à Ensisheim un grand-bailli en 1510.
À l'est du Rhin, l'Autriche antérieure incluait le landgraviat de Brisgau en Bade (et notamment la ville de Fribourg-en-Brisgau depuis 1368). D'autres territoires morcelés dans la région de Souabe faisaient également partie de l'Autriche antérieure, les plus grands d'entre eux étant le margraviat de Burgau s'étendant entre les villes d'Augsbourg et d'Ulm, le landgraviat de Nellenburg (Hegau), des parties de la principauté de Fürstenberg ultérieure et l'ancien bailliage de Souabe à Altdorf, ainsi que les comtés de Hohenberg, de Tettnang et d'Ehingen. Les cinq villes du Danube (Mengen, Munderkingen, Riedlingen, Saulgau et Waldsee) faisaient aussi partie de la Souabe autrichienne. À partir de 1375, les possessions des comtes de Montfort en Vorarlberg étaient également inclus dans l'Autriche antérieure.

## Histoire
Les possessions souabes était sous la domination communautaire des ducs souverains d'Autriche jusqu'au 9 septembre 1379, lorsque le traité de Neuberg partage le patrimoine des Habsbourg entre les frères cadets du duc défunt Rodolphe IV : Albert III devient duc du Duché d'Autriche et Léopold reçoit les duchés de Styrie, de Carinthie et de Carniole, l'Istrie et le Littoral (l'Autriche intérieure), ainsi que le comté de Tyrol et les territoires souabes. Après cette date, la « branche léopoldienne » des Habsbourg, descendants de Léopold III qui meurt à la bataille de Sempach, régna sur l'Autriche antérieure.

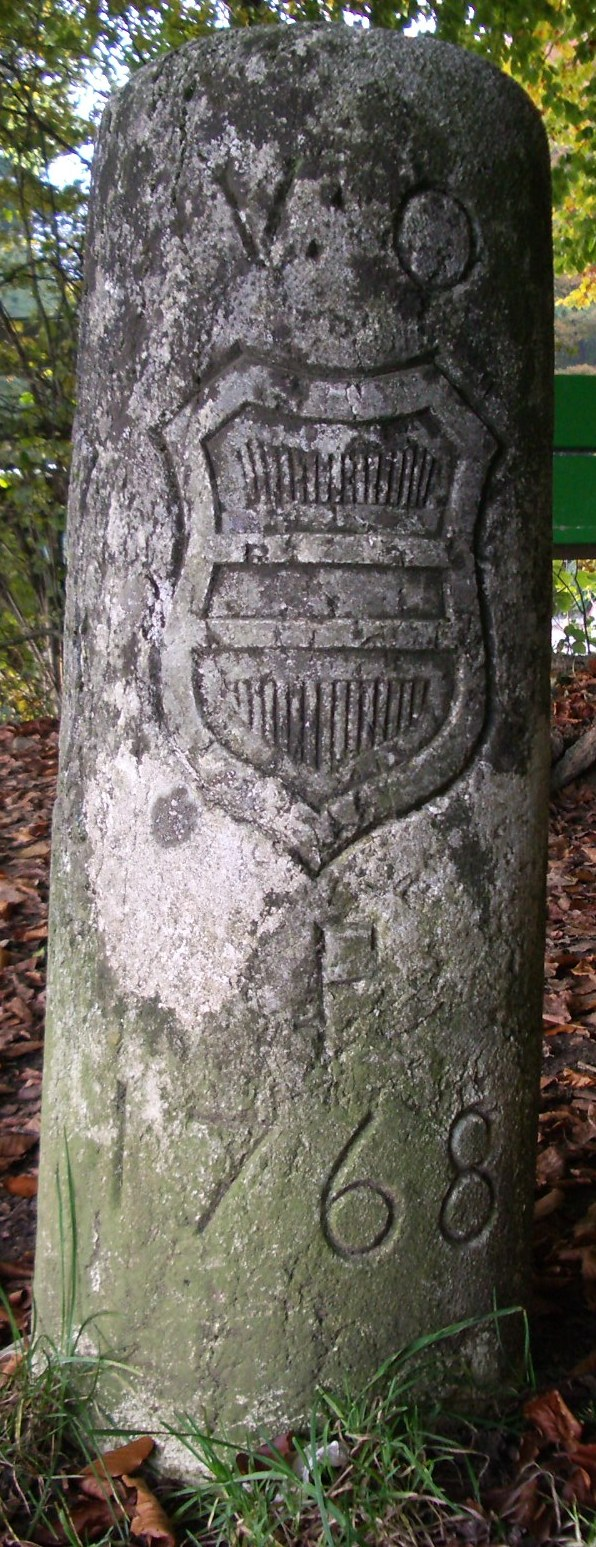
Borne en pierre de 1768 aux armes de l'Autriche antérieure (Vorderösterreich en allemand, abrégé en V.O.) à Salhöhe en Suisse.

À partir de 1406, le duc Frédéric IV d'Autriche résidant à Innsbruck fut comte du Tyrol et régent de l'Autriche intérieure.
Finalement, en 1490, son fils et successeur Sigismond a dû céder son patrimoine à l'archiduc Maximilien Ier qui était élu roi des Romains aux côtés de son père l'empereur Frédéric III en 1486. Ainsi, tous les territoires des Habsbourg sont à nouveau réunis en une seule main.
Après la guerre de Trente Ans, sur les conditions des traités de Westphalie signés en 1648, le Sundgau et la ville de Breisach sur la rive droite du Rhin fut rattaché au royaume de France. Le négociateur impérial Isaak Volmar dut également laisser l'héritage de Claude de Médicis, les seigneuries d'Achalm (Reutlingen), de Hohenstaufen et de Blaubeuren, au duc Eberhard VII de Wurtemberg. En 1651, le siège du gouvernement de l'Autriche intérieure fut transféré d'Ensisheim à Fribourg-en-Brisgau.
Après les guerres ottomanes, les habitants d'Autriche antérieure furent encouragés à émigrer vers la Transylvanie nouvellement acquise. Ces colons furent appelés plus tard les Souabes du Danube.
Au XVIIIe siècle, les Habsbourg acquirent quelques territoires mineurs en Allemagne du Sud, comme Tettnang. Ils furent rattachés à l'Autriche antérieure.

### Subdivison administrative en 1790
En 1790, l'Autriche antérieure fut divisée en dix districts :
- Brisgau
- Offenbourg, regroupement de plusieurs localités en Ortenau, la ville impériale libre d'Offenbourg n'étant pas incluse
- Hohenberg, actuel arrondissement d'Ostalb
- Nellenburg, ancien landgraviat, en Stockach
- Altdorf, actuelle Weingarten
- Tettnang, ancien comté de Montfort
- Guntzbourg, ancien margraviat de Burgau
- Winnweiler
- la ville de Constance
- Bregenz, actuel Vorarlberg, alors dirigé par le comte de Tyrol

Lors de la réorganisation du Saint-Empire, une grande partie de l'Autriche antérieure (incluant le Brisgau) fut donnée en compensation à l'ancien duc de Modène, dont l'héritier était l'archiduc Ferdinand, l'oncle de l'empereur François II.

### Dislocation
En 1799, un an après la proclamation de la République helvétique, la région du Fricktal au sud du Rhin a été occupée par des troupes françaises ; le canton de Fricktal fut incorporé dans le canton d'Argovie par l'acte de médiation du 19 février 1803. Lors du traité de Presbourg signé en 1805, l'Autriche antérieure fut détachée des possessions des Habsbourg et ses territoires partagés entre le grand-duché de Bade, le royaume de Bavière et le royaume de Wurtemberg, pour récompenser ces États de leur alliance avec la France de Napoléon. Le Fricktal fut intégré à la Suisse en 1802.